# Дельта реки Кызылырмак
Дельта Кызылырмака — крупнейший заболоченный участок в Турции, представляющий собой дельту реки Кызылырмак. Занимает площадь около 560 км². Административно находится возле городов Энгиз, Бафра, Алачам, находящихся в районе Ондокузмайыс ила (области) Самсун.
Согласно Рамсарской Конвенции или Конвенции о водно-болотных угодьях, дельта реки Кызылырмак имеет международное значение главным образом в качестве местообитания водоплавающих птиц. Равнинные участки дельты реки заняты сельскохозяйственными угодьями. Участок имеет важное значение для сохранения биоразнообразия растений и птиц.
Область объявлена охраняемой, как «охраняемая дикая природа».
Наносной ил и песок реки образует озёра (Бафра, Балык, Геллери), пруды и болота, отделенные от моря природными песчаными дюнами. Песчаные дюны достигают высоты 7-8 метров.

## Биология
Природные условия района дельты реки — близость моря, озера, реки, болота, тростники, леса, дюны, луга, пастбища и сельхозугодья, мягкий климат и богатая питательными элементами почва обуславливают большое разнообразие в районе флоры и фауны. В районе расположены семь озер, крупнейшими из которых являются Карабогаз, Черри, Харбор, Гизи. Вода в озёрах солоноватая, средняя глубина составляет около 1,5 м. Весной от разлива реки воды озер соединяются.

### Растительность
Из растений в районе распространен тростник, камыш, водяной гиацинт, лилии. Встречаются молочай, коровяк, земляничное дерево, лавр, самшит, рододендрон, вереск, клюква и др.

### Птицы
В районе обитает около 1100 видов птиц, часть из них занесена в Красную книгу. Это кудрявый пеликан, карликовый баклан, могильник и др. Многие птицы прилетают сюда на зиму.
В районе встречаются Белый аист,, чёрный аист, рыжая цапля, серая утка, кроншнеп, красный нырок, тиркушка луговая, малая крачка, морской орел и др.

### Рыбы
В дельте обитают осетровые, кызылырмакский афаниус, которые могут мигрировать вверх по течению реки Кызылырмак.